# Сусарман
Сусарман — індійський правитель, останній імператор з династії Канва.